# The Black Saint and the Sinner Lady
The Black Saint And The Sinner Lady es un álbum de jazz grabado en 1963 por el bajista y compositor Charles Mingus. El álbum consiste en una suite dividida en seis partes interpretada por una banda de once músicos. El álbum constituye un buen reflejo de las habilidades de Charles Mingus como compositor y líder.

## Información sobre el álbum
El álbum está escrito como si de un ballet se tratara, contándose entre sus influencias compositores de jazz como Duke Ellington y la música latina. Las orquestaciones y el empleo de superposiciones y capas de instrumentos en el álbum hacen de este trabajo uno de los mejor considerados en ese aspecto.

## Recepción
The Black Saint and the Sinner Lady es considerado por muchos críticos como un hito del jazz, la recepción crítica de The Black Saint and the Sinner Lady ha sido altamente positiva. Los críticos han elogiado la complejidad de la composición y los arreglos, así como la ejecución de los músicos que participaron en la grabación. El álbum ha sido descrito como una obra maestra del jazz, con una fusión única de diferentes estilos musicales, incluyendo jazz, blues, flamenco, música clásica y música de vanguardia.
El álbum ha sido elogiado por su innovación, ya que se aleja de las convenciones del jazz tradicional y experimenta con nuevas técnicas y arreglos. La música es muy sofisticada y compleja, con capas y capas de sonido que se combinan para crear un paisaje sonoro único. La ejecución de los músicos es impresionante, con cada miembro de la banda tocando con una gran técnica y sensibilidad.

## Listado de temas
Todas las canciones escritas por Charles Mingus. 

### Cara A
1. "Track A — Solo Dancer" – 6:20
Stop! Look! and Listen, Sinner Jim Whitney!
2. "Track B — Duet Solo Dancers" – 6:25
Hearts' Beat and Shades in Physical Embraces
3. "Track C — Group Dancers" – 7:00
(Soul Fusion) Freewoman and Oh, This Freedom's Slave Cries

### Cara B
1. "Mode D — Trio and Group Dancers"
Stop! Look! and Sing Songs of Revolutions!
"Mode E — Single Solos and Group Dance"
Saint and Sinner Join in Merriment on Battle Front
"Mode F — Group and Solo Dance"
Of Love, Pain, and Passioned Revolt, then Farewell, My Beloved, 'til It's Freedom Day – 17:52

## Créditos
- Charles Mingus — contrabajo, piano, líder
- Jerome Richardson — saxofones soprano y barítono, flauta
- Charlie Mariano — saxofón alto
- Dick Hafer — saxofón tenor, flauta
- Rolf Ericson — trompeta
- Richard Williams — trompeta
- Quentin Jackson — trombón
- Don Butterfield — tuba, trombón bajo
- Jaki Byard — piano
- Jay Berliner — guitarra acústica
- Dannie Richmond — batería
- Bob Simpson — ingeniero de grabación